# Xã Spring Lake, Quận Tazewell, Illinois
Xã Spring Lake (tiếng Anh: Spring Lake Township) là một xã thuộc quận Tazewell, tiểu bang Illinois, Hoa Kỳ. Năm 2010, dân số của xã này là 1.887 người.